# Chiesa di San Francesco della Scarpa (Sulmona)
La chiesa di San Francesco della Scarpa è una chiesa sita a Sulmona, in Abruzzo.

## Storia

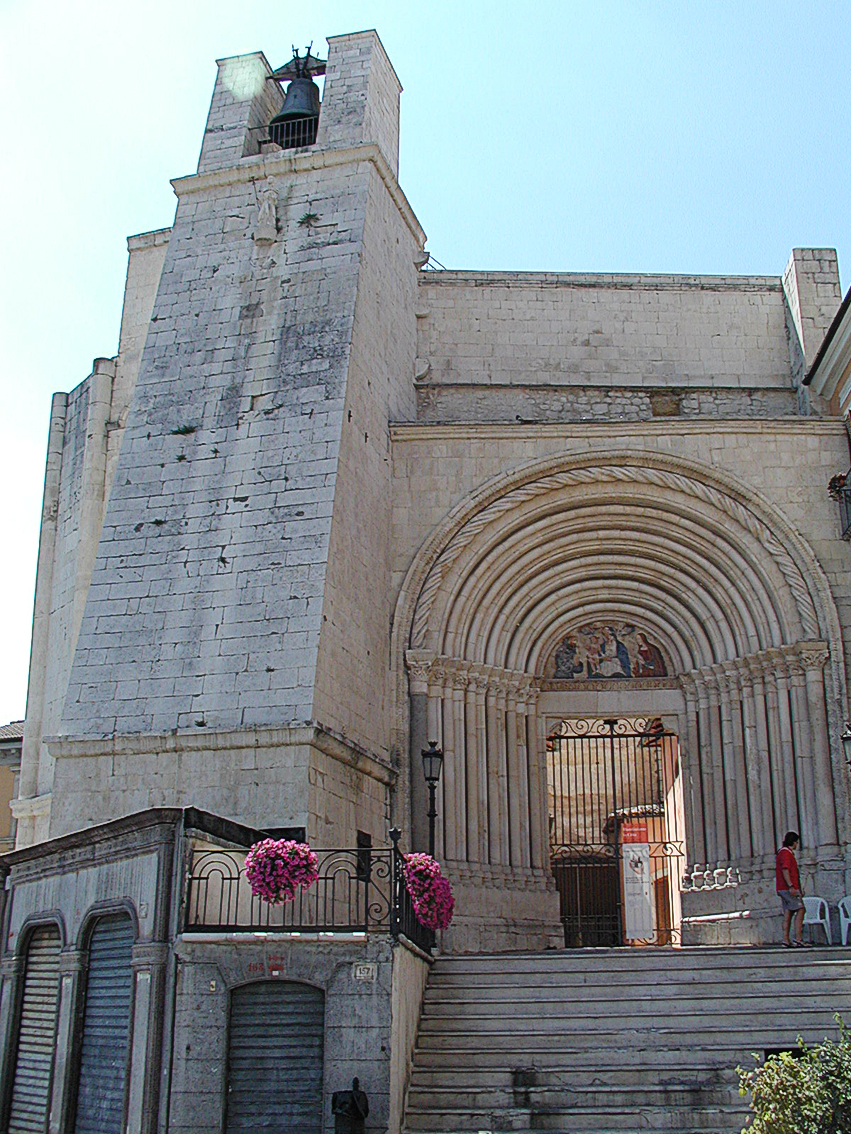
Portale laterale

Costruita su una precedente chiesa dedicata a Maria Maddalena, San Francesco della Scarpa fu restaurata ed ampliata da Carlo II di Napoli nel 1290 con una struttura a tre navate con un presbiterio cruciforme e tre absidi poligonali.

Dopo il terremoto dell'Italia centro-meridionale del 1456, che distrusse gran parte della chiesa, venne aggiunto uno sperone-contrafforte in prossimità del portale laterale, utilizzato anche come campanile. Il terremoto della Maiella del 1706 invece, fece crollare gran parte dell'edificio, salvandosi solo il perimetro murario e parte delle absidi.
La ricostruzione in forme barocche fu avviata realizzando una chiesa a pianta centrale ridotta rispetto alla precedente, escludendo lo spazio presbiteriale e con il portale laterale che immette in una rotonda su cui si aprono una serie di locali.

## Descrizione

### Esterno
Il portale trecentesco è attribuito allo scultore Nicola Salvitto, autore anche del portale della cattedrale di San Panfilo. La facciata venne aggiornata nella ricostruzione con una terminazione a salienti con due ali curvilinee di raccordo, al posto di quella più rettilinea medievale.
Al posto del rosone, distrutto nel terremoto, viene introdotta una finestra rettangolare, insieme ad altre due più piccole aperte accanto al portale, in seguito eliminate. Lungo il fianco sinistro fu aperto anche un nuovo portale barocco, oggi murato.
Resti della chiesa originale sono anche l'abside ed il monumentale portale laterale, con una forte strombatura che ospita nella lunetta un affresco della Madonna con bambino tra San Francesco e la Maddalena.

### Interno
L'interno della chiesa è ricostruito a navata unica con due campate con volte a botte e cappelle laterali. Il presbiterio è quadrato con una cupola priva di tamburo e di lanterna e prolungato in due cappelle laterali.
La decorazione a stucco fu realizzata da artisti lombardi guidati da Pietro Piazzoli, I due altari sono ornati da una tela di Porretta d'Arpino del 1766, che rappresenta Sant'Antonio con il Bambino, ed da una seconda attribuita ad Olmo Giovanni Paolo del 1508, che raffigura la Visitazione di Maria a Sant'Elisabetta.
Un crocifisso ligneo del quattrocento è posto nella controfacciata, mentre il pulpito, il tabernacolo e l’ornamentazione in legno intagliato dell'organo sono settecenteschi. 
La controfacciata ospita anche tracce di un ciclo di affreschi del trecento.